# Lennart Liljegren
Lennart Johan Ragnar Liljegren, född 23 augusti 1915 i Grimslöv, Kronobergs län, död 1986, var en svensk direktör och målare.
Liljegren studerade vid Reklamtekniska Skolan i Stockholm samt materiallära privat för Akke Kumlien. Han medverkade i ett antal samlingsutställningar bland annat i HSB-utställningen God konst i alla hem. Hans konst består av modellkompositioner och landskap från Stockholmstrakten. 